# Oona Chaplin
Oona Castilla Chaplin (Madrid, 4 de juny de 1986) és una actriu i ballarina espanyola. És neta de Charlie Chaplin, i per això utilitza el nom artístic d'Oona Chaplin.

## Biografia
Oona, que té el mateix nom que la seva àvia Oona O'Neill (filla d'Eugene O'Neill i quarta esposa i vídua de Charles Chaplin), és la filla de Geraldine Chaplin i del director de fotografia xilè Patricio Castilla. Ella es va criar a Suïssa i Madrid i des dels 15 anys, va estudiar història de l'art i dansa a l'escola Gordonstoun de Duffus (Escòcia). A l'edat de 17 anys va interpretar al seu avi en una obra escolar, una adaptació del Somni d'una nit d'estiu al Festival Internacional d'Edimburg. Després de deixar Gordonstoun va ser acceptada per a estudiar a la famosa Reial Acadèmia d'Art Dramàtic (RADA). Una de les seves primeres aparicions al cinema va ser un cameo a la pel·lícula de James Bond Quantum of Solace. Van tenir en compte Oona per al paper de la principal noia Bond, però, finalment aquest paper fou interpretat per la seva amiga Gemma Arterton. Després d'interpretar un petit paper en la comèdia inconcebible (inconceivable), a partir del 2007 va col·laborar professionalment amb la seva mare. Després del seu primer paper protagonista, a la pel·lícula de terror Imago Mortis, les dues Chaplin van seguir treballant juntes al cinema durant diversos anys.

## Filmografia

### Pel·lícules
| Any  | Títol                   | Paper                              | Notes            |
| ---- | ----------------------- | ---------------------------------- | ---------------- |
| 2008 | Inconceivable           | Laura Chappel                      |                  |
| 2008 | First, Love?            | Laura (florista)                   | Curt             |
| 2008 | Quantum of Solace       | Perla de las Dunas (recepcionista) |                  |
| 2009 | Imago Mortis            | Arianna                            |                  |
| 2009 | Pelican Blood           | Linda                              |                  |
| 2010 | High and Dry            | Sandra                             | Curt             |
| 2010 | Vampyre Compendium      |                                    | Curt             |
| 2011 | ¿Para qué sirve un oso? | Rosa                               |                  |
| 2011 | The Devil's Double      | Beauty                             |                  |
| 2011 | Salar                   | Sandra                             | Curt             |
| 2012 | I Think, Therefore      | Sophia                             | Curt             |
| 2013 | Powder Room             | Jess                               |                  |
| 2014 | Aloft                   | Alice                              |                  |
| 2014 | Purgatorio              | Marta                              |                  |
| 2014 | Hoke                    |                                    | Pel·lícula de TV |
| 2015 | The Longest Ride        | Ruth Levinson                      |                  |
| 2015 | Dancing for my Havana   | Rosa                               |                  |
| 2016 | Projecte Llàtzer        | Naomi                              |                  |
| 2017 | Terra ferma             | Eva                                |                  |
| 2020 | Epicentro               | Ella mateixa                       | Documental       |
| 2025 | Avatar 3                | Varang                             | Post-producció   |
| 2029 | Avatar 4                | Varang                             | En rodatge       |

### Televisió
| Any     | Títol                            | Paper           | Notes                          |
| ------- | -------------------------------- | --------------- | ------------------------------ |
| 2007    | Spooks                           | Kate            | Episodi 6.2                    |
| 2008    | Spooks: Code 9                   | Kate            | Episodi 1.2                    |
| 2009    | Married Single Other             | Fabiana         | 3 episodis                     |
| 2010    | El Gordo: Una historia verdadera | Silvia          | Episodis 1.1 i 1.2 (minisèrie) |
| 2011-12 | The Hour                         | Marnie Madden   | 12 episodis                    |
| 2012    | Sherlock                         | Jeanette        | Episodi 2.1                    |
| 2012-13 | Game of Thrones                  | Talisa Maegyr   | 11 episodis                    |
| 2013    | Dates                            | Mia             | 5 episodis                     |
| 2014    | Inside No. 9                     | Sabrina         | 1 episodi                      |
| 2014    | The Crimson Field                | Kitty Trevelyan | 6 episodis                     |
| 2014    | Black Mirror                     | Greta           | Episodi: White Christmas       |
| 2017    | Taboo                            | Zilpha Geary    |                                |
| 2018    | My dinner with Hervé             | Katie           | Telefilm                       |